# Monache agostiniane
Le monache agostiniane (in latino Moniales Ordinis Sancti Augustini) sono le religiose di vita contemplativa appartenenti al secondo ordine di Sant'Agostino: come i frati del ramo maschile, le monache agostiniane pospongono al loro nome la sigla O.S.A.

## Storia

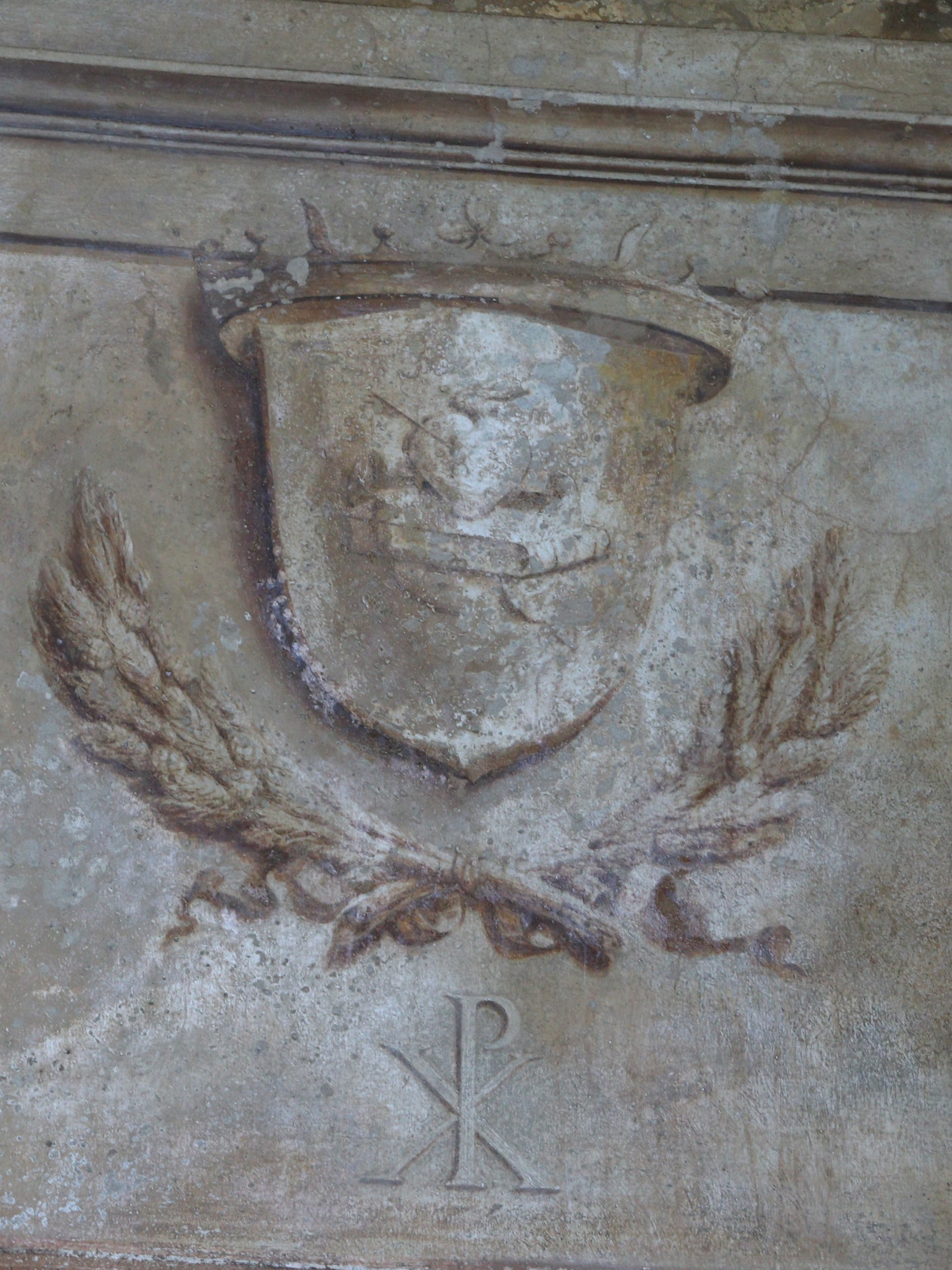
Dettaglio dello stemma del monumento delle monache agostiniante alla Certosa di Bologna.

Le prime notizie relative ad un monastero femminile appartenente all'Ordine Agostiniano risalgono solo alla metà del XIII secolo: si tratta del cenobio femminile di Oberndorf, nel Württemberg, incorporato all'ordine per decisione del capitolo provinciale degli agostiniani tedeschi, con un atto emanato a Seemanshausen il 27 maggio 1264. Non è comunque da escludere che esistessero monasteri femminili sottoposti alla regola di sant'Agostino o alla direzione spirituale dei frati dell'ordine già da tempi più antichi.
A cavallo dei secoli XVI e XVII, nacquero i movimenti delle recollette e delle scalze, diffusi prevalentemente in Spagna e in America Latina, che diedero vita a due osservanze autonome.

## Attività e diffusione
Le monache agostiniane, oltre a seguire la Regola, sono tenute all'osservanza delle costituzioni del ramo maschile dell'ordine, debitamente adattate alle esigenze femminili: nel 1971 le costituzioni delle monache sono state riformate alla luce dei dettami del Concilio Vaticano II.
Le agostiniane indossano una veste nera (o bianca, soprattutto per le attività quotidiane) stretta in vita da una cintura sempre nera (requisito essenziale del loro abito).
Oltre che alla preghiera contemplativa, le religiose di alcuni monasteri svolgono anche apostolato diretto dedicandosi all'istruzione femminile o alla cura degli orfani.
Nel 1973 i monasteri dell'osservanza ordinaria erano 83: 29 in Italia, 46 in Spagna ed 1 rispettivamente in Messico, Svizzera, Malta, Bolivia, Ecuador, Stati Uniti d'America, Cile e Paesi Bassi; alla fine del 2005 i monasteri erano 82 e le religiose, tra monache e novizie,  erano 919.